# Ragnar Friberger
Isak Ragnar Elis Friberger, född 19 december 1865 i Vistorps församling, Skaraborgs län, död 12 april 1919, var en svensk läkare. 
Friberger blev student vid Uppsala universitet 1883, medicine kandidat 1894, medicine licentiat 1898 och medicine doktor 1903 på avhandlingen Om mätning af pupillens vidd. Han var amanuens och underläkare vid Akademiska sjukhuset i Uppsala 1898–1900, brunns- och badläkare i Grännaforsa i Kronobergs län 1899–1900 och i Borgholms kallbadhus 1901–1903, 1904 docent i praktisk medicin samt 1913 professor i pediatrik och praktisk medicin och 1915 professor i praktisk medicin – allt vid Uppsala universitet. Han var intendent vid Sätra brunn 1905–1919. Han var framstående praktiker och medicinsk författare. Friberger är gravsatt på Uppsala gamla kyrkogård.